# Lista de representantes permanentes da Rússia nas Nações Unidas
Esta é uma lista de representantes permanentes da Rússia, ou outros chefes de missão, junto da Organização das Nações Unidas em Nova Iorque.
A Rússia foi um dos Estados fundadores das Nações Unidas e é membro desde 24 de outubro de 1945.
| Entidade        | Início | Término | Representante permanente (Chefe de missão) | Cargo                    | Credenciais |
| --------------- | ------ | ------- | ------------------------------------------ | ------------------------ | ----------- |
| União Soviética | 1946   | 1948    | Andrei Gromyko                             | Representante permanente |             |
| União Soviética | 1948   | 1952    | Yakov Malik                                | Representante permanente |             |
| União Soviética | 1952   | 1953    | Valerian Zorin                             | Representante permanente |             |
| União Soviética | 1953   | 1954    | Andrei Vyshinsky                           | Representante permanente |             |
| União Soviética | 1955   | 1960    | Arkadiy Sobolev                            | Representante permanente | 1955-04-12  |
| União Soviética | 1960   | 1963    | Valerian Zorin                             | Representante permanente |             |
| União Soviética | 1963   | 1968    | Nikolai Fedorenko                          | Representante permanente | 1963-01-07  |
| União Soviética | 1968   | 1976    | Yakov Malik                                | Representante permanente |             |
| União Soviética | 1976   | 1986    | Oleg Troyanovsky                           | Representante permanente | 1977-01-06  |
| União Soviética | 1986   | 1986    | Yuri Dubinin                               | Representante permanente | 1986-03-20  |
| União Soviética | 1986   | 1990    | Alexander Belonogov                        | Representante permanente |             |
| União Soviética | 1990   | 1991    | Yuli Vorontsov                             | Representante permanente | 1990-05-22  |
| Federação Russa | 1991   | 1994    | Yuli Vorontsov                             | Representante permanente | -           |
| Federação Russa | 1994   | 2004    | Sergey Lavrov                              | Representante permanente | 1994-09-22  |
| Federação Russa | 2004   | 2006    | Andrei Denisov                             | Representante permanente | 2004-08-03  |
| Federação Russa | 2006   | 2017    | Vitali Churkin                             | Representante permanente | 2006-05-01  |
| Federação Russa | 2017   |         | Vasily Nebenzya                            | Representante permanente | 2017-07-27  |